# Серафим (Загоровський)
Ієромонах Серафим (в миру Микола Михайлович Загоровський; 27 липня 1872, Охтирка — 13 жовтня 1943, Перемишль) — ієромонах, преподобноісповідник, місцевошанований святий Української Православної Церкви.

## Біографія
Народився 27 липня 1872 року в Охтирці, в родині диякона Михайла Феоктистовича Загоровського. Мати — Параска
Андріївна (уроджена Роменська). У нього були брат Михайло (згодом священик, що служив в с. Лозное, с. Стрельцовка і с. Відрада Старобільського у. Харківської губ., рано помер) і сестра Ганна.
Закінчив Харківську духовну семінарію по другому розряду. Любив рідну українську мову і складені нею пісні, писав вірші, чудово грав у шкільних виставах. У сценічних виступах він виявив особливий талант артиста-коміка. Його навіть звали одну з труп українських театрів, але мати заборонила синові думати про це і зміцнювала в ньому готовність служити Святій Церкві. Коли прийшов час, Микола вступив у шлюб. Його дружина була освіченою дівчиною, яка закінчила єпархіальне училище. У їх родині народилися син Володимир (Сергій?) і дочка Лідія (у шлюбі Бобрищева). У 1894 році Микола прийняв священство.
У 1894—1898 роки служив у селі Поличковская Богодухівського повіту.
У 1898—1907 рр. служив у селі Малижиному Богодухівського повіту (в нинішньому Золочівському районі, Харківської області).
Щоб дати своїм дітям гарну освіту, о. Микола перейшов на служіння в Харків. Тут, у 1908—1909 роки він служив в Серафимівської церкви, а в 1909—1922 роки — у церкви Феодора Стратилата при Олександрівській лікарні. У Харкові під його керівництвом стала організовуватися жіноча чернеча громада. В 1910-е роки архієпископ Харківський Антоній (Храповицький) благословив відкриття жіночого монастиря в ім'я ікони Божої Матері «Прикликання загиблих», духівником монастиря мав стати о. Микола, але в зв'язку з революцією він перейшов на нелегальне становище.
У червні 1918 року він був заарештований, але незабаром звільнений.
У 1922—1923 роки служив в Різдвяної церкви міста.
17 березня 1923 року подвижник, який був на тей час у сані протоієрея, був заарештований за протидію оновленництву.
До оголошення вироку був поміщений в Холодногірську в'язницю. В рамках боротьби з релігією, органи нової влади на три роки вислали о. Миколу з Харкова. Після цього пастир жив у Петрограді. Вдома влаштував домову церкву, де і служив. Продовжував, з допомогою листів, керівництво таємним жіночим монастирем у Харкові (о. Микола називав її «Тихой пустынькой» на честь чудотворної ікони Божої Матері «Прикликання загиблих»).
Після публікації в 1927 році митрополитом Сергієм (Страгородским) і Синодом при ньому «Декларації» про лояльності Російської Православної Церкви до радянської влади, о. Микола опинився в числі тих, хто не зміг прийняти положень даного документа. Продовжував служити у таємній домашній церкві, у себе на квартирі, і здійснював в ній богослужіння, підтримував іосифлян, належав до «непоминаючих».
17 січня 1930 року послідував новий арешт — з засудженням на 5 років таборів. Частину цього терміну о. Микола провів у Соловецькому таборі, де був таємно пострижений у чернецтво з ім'ям Серафим. Інша частина строку пройшла в умовах Крайньої Півночі. Коли о. Серафим прямував туди по етапу, одного разу в дорозі, прокинувшись після ночівлі біля старої каплиці, він виявив, що спав під іконою «Прикликання загиблих». Це підбадьорило і зміцнило в'язня. З усієї партії конвойованих він один зміг дійти до призначеного місця проживання — інші померли від виснаження. У заслання до о. Серафиму приїхала послушниця Уляна Ноздріна. Їй вдалося отримати дозвіл варти на те, щоб батюшку відпускали до неї на обід.
У 1935 році, після звільнення з табору, відправлений на поселення на Крайню Північ. Продовжував, з допомогою листів, керувати чернечою громадою.
Після заслання о. Серафим оселився в р. Обоянь (у нинішньої Курської області Росії) поблизу Харківщини: повернутися в Харків було не можливо, а в Обояни, — як з'ясувалося при розмові в поїзді з дружиною іншого засланця пастиря, — таємно існував жіночий монастир. Побоюючись стеження, привратниця відмовилася впустити в обитель о. Серафима з Уляною, але батюшка попросив, щоб про них все-таки доповіли ігуменії. Мати ігуменія незабаром вийшла й прийняла подорожніх — виявилося, що напередодні вона побачила уві сні преподобного Серафима Саровського, який сказав їй: «До тебе завітає Харківський Серафим, ти його прийми».
Під час окупації України нацистами пастир зміг переїхати в Харків, де здійснював служби у власному будинку і продовжував керувати таємним жіночим монастирем в ім'я ікони Божої Матері
«Прикликання загиблих». В 1943 році, при відступі німецької армії, о. Серафим з сім'єю дочки і Уляною виїхав на Захід. Однак, 13 жовтня 1943 року — напередодні свята Покрови Пресвятої Богородиці — стався інсульт, за яким в той самий день була і смерть. Помер і похований в Перемишлі.
30 грудня 1992 року реабілітований Прокуратурою Харківської області.

## Канонізація і шанування
У 1981 році священноісповідник Серафим канонізований Російською Православною Церквою Закордоном, один з майбутніх архієреїв якої був пострижений на його честь.
22 червня 1993 року Ухвалою Священного Синоду Української Православної Церкви прийнято рішення про місцеву канонізації подвижника в Харківській єпархії, в Собор новомучеників і сповідників Слобідського краю (день пам'яті — 19 травня (1 червня)).
Чин прославлення подвижника відбувся під час візиту в Харків 3-4 липня 1993 року Предстоятеля Української Православної Церкви Блаженнішого Митрополита Київського і всієї України Володимира, в кафедральному Благовіщенському соборі міста.